# Anna Ancher
Anna Ancher  (ngày 18 tháng 8 năm 1859 - 15 tháng 4 năm 1935) là một nghệ sĩ Đan Mạch có liên quan với các họa sĩ Skagen, một nhóm nghệ sĩ trên các điểm phía Bắc Jutland, Đan Mạch.

## Tiểu sử
Anna Kirstine Brøndum sinh ra ở Skagen, Đan Mạch, con gái của Erik Andersen Brøndum (1820-1890) và Ane Hedvig Møller (1826-1916). Cô là người duy nhất của nhóm Các họa sĩ Skagen người đã thực sự sinh ra và lớn lên ở Skagen, nơi cha cô sở hữu các khách sạn Brøndums. Tài năng nghệ thuật của Anna Ancher trở nên rõ ràng lúc còn trẻ, và cô lớn lên làm quen với nghệ thuật ảnh qua nhiều nghệ sĩ đã định cư để vẽ Skagen, ở phía bắc của Jutland.